# Koningsplein

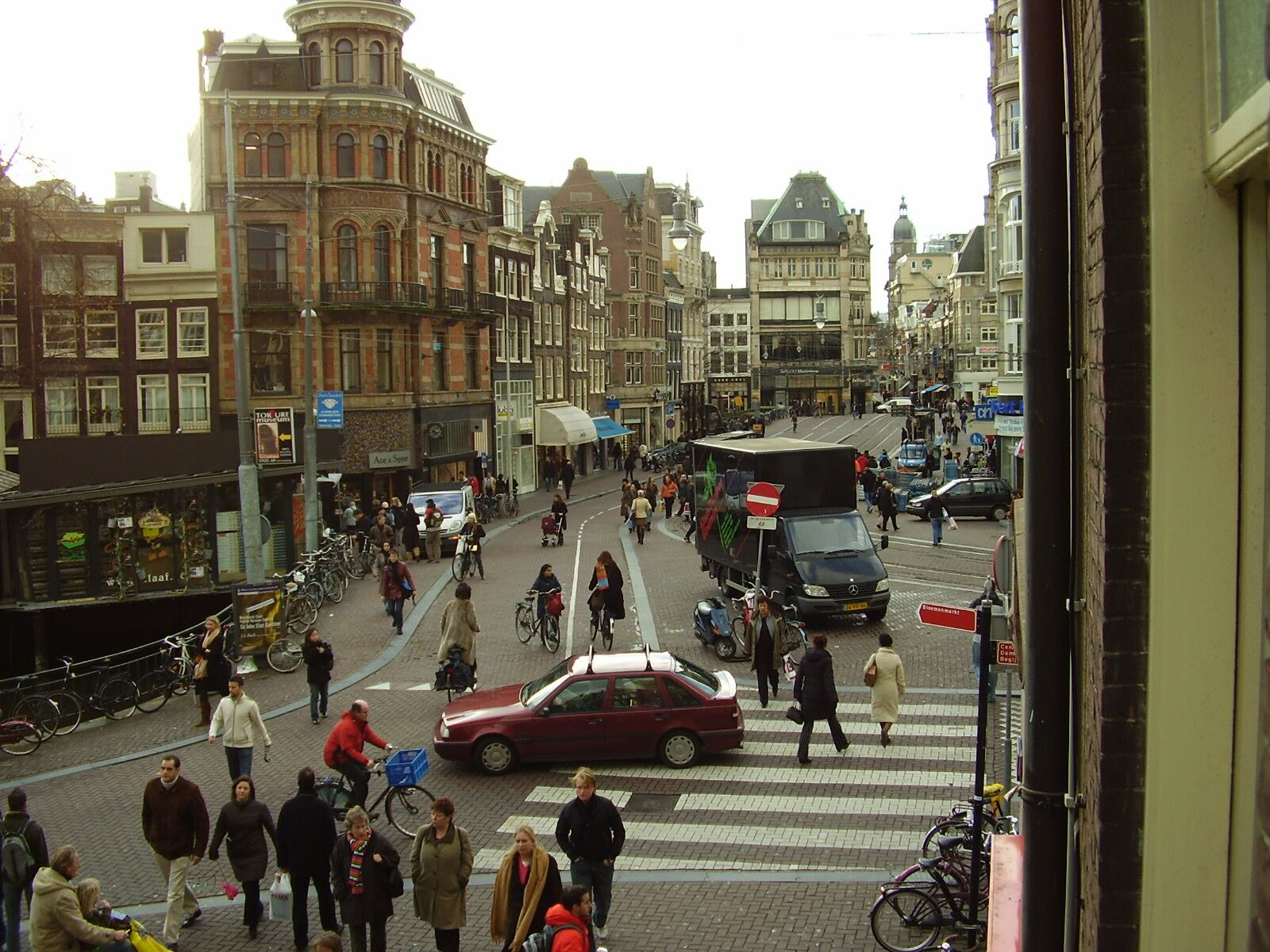
Vue de Koningsplein en 2005.

Koningsplein (« Place Royale » en néerlandais) est une place principale de la ville d'Amsterdam, située dans l'arrondissement de Centrum entre le Herengracht au niveau de Leidsestraat et le Singel, à hauteur de Heiligeweg. En réalité, il ne s'agit pas vraiment d'une place, mais d'un élargissement de la Leidsestraat. La place est caractérisée par la présence d'une multitude de boutiques, et une circulation abondante qui mêle transports en commun, vélos et touristes. La bibliothèque de l'Université d'Amsterdam, située sur les berges du Singel donne également sur Koningsplein. Du côté est, également sur le Singel se trouve le Bloemenmarkt.
la place fut créée en 1663, lorsque le canal du Heiligewegburgwal, située le long de Heiligeweg fut asséché. Au XVIIe siècle, le Singel fut brièvement baptisé « Canal du roi » (Koningsgracht en néerlandais) en l'honneur du roi de France Henri IV, qui constituait alors un allié important des Provinces-Unies. Alors que le nom du canal fut changé en Singel quelques années plus tard, la place conserva son nom. En 2013, une proposition de la municipalité de rebaptiser le Singel Koningsgracht fut avancée, mais ne fut pas approuvée.